# Campionato europeo femminile di pallavolo 1991
Il campionato europeo femminile di pallavolo 1991 si è svolto dal 28 settembre al 6 ottobre 1991 a Bari, Ravenna e Roma, in Italia: al torneo hanno partecipato dodici squadre nazionali europee e la vittoria finale è andata per la tredicesima volta, la seconda consecutiva, all'Unione Sovietica.

## Qualificazioni
Al torneo hanno partecipato: la nazionale del paese organizzatore, le prime tre nazionali classificate al campionato europeo 1989 (in questo caso si è qualificata la quarta classificata in quanto l'Italia, terza nella precedente edizione, è già qualificata come paese organizzatore) e otto nazionali qualificate tramite il torneo di qualificazione.

## Impianti
|                                                              |                                                 |                                              |
|                                                              |                                                 |                                              |
| PalaFlorio Città: Bari Capienza: 6 000 Anno d'apertura: 1991 | - Città: Ravenna Capienza: - Anno d'apertura: - | - Città: Roma Capienza: - Anno d'apertura: - |

## Regolamento

### Formula
Le squadre hanno disputato una prima fase a gironi con formula del girone all'italiana; al termine della prima fase:
- Le prime due classificate di ogni girone hanno acceduto alla fase finale per il primo posto, strutturata in semifinali, finale per il terzo posto e finale.
- La terza e la quarta classificata di ogni girone hanno acceduto alla fase finale per il quinto posto, strutturata in semifinali, finale per il terzo settimo posto e finale per il quinto posto.

### Criteri di classifica
Sono stati assegnati 2 punti alla squadra vincente e 1 a quella sconfitta.
L'ordine del posizionamento in classifica è stato definito in base a:
- Punti;
- Ratio dei set vinti/persi;
- Ratio dei punti realizzati/subiti;
- Risultati degli scontri diretti.

## Squadre partecipanti
| Squadra          | Qualificazione                            | Ultima partecipazione |
| ---------------- | ----------------------------------------- | --------------------- |
| Albania          | 2ª al torneo di qualificazione (girone A) | Debutto               |
| Bulgaria         | 1ª al torneo di qualificazione (girone B) | Germania Ovest 1989   |
| Cecoslovacchia   | 1ª al torneo di qualificazione (girone A) | Germania Ovest 1989   |
| Francia          | 2ª al torneo di qualificazione (girone D) | Germania Ovest 1989   |
| Germania         | 2ª al campionato europeo 1989             | Germania Ovest 1989   |
| Grecia           | 1ª al torneo di qualificazione (girone C) | Paesi Bassi 1985      |
| Italia           | Paese organizzatore                       | Germania Ovest 1989   |
| Jugoslavia       | 1ª al torneo di qualificazione (girone C) | Germania Ovest 1989   |
| Paesi Bassi      | 2ª al torneo di qualificazione (girone B) | Belgio 1987           |
| Polonia          | 1ª al torneo di qualificazione (girone D) | Germania Ovest 1989   |
| Romania          | 4ª al campionato europeo 1989             | Germania Ovest 1989   |
| Unione Sovietica | 1ª al campionato europeo 1989             | Germania Ovest 1989   |

## Torneo

### Fase a gironi
| Girone A         | Girone B       |
| ---------------- | -------------- |
| Albania          | Cecoslovacchia |
| Bulgaria         | Germania       |
| Francia          | Jugoslavia     |
| Grecia           | Paesi Bassi    |
| Italia           | Polonia        |
| Unione Sovietica | Romania        |

#### Girone A

##### Risultati
| 28 settembre 1991 ?, Ravenna Durata: ? - Spettatori: ? | Grecia           | 3 - 2 | Francia          | 15-9, 8-15, 10-15, 15-5, 15-13 |
| 28 settembre 1991 ?, Ravenna Durata: ? - Spettatori: ? | Unione Sovietica | 3 - 0 | Bulgaria         | 15-7, 15-2, 15-11              |
| 28 settembre 1991 ?, Ravenna Durata: ? - Spettatori: ? | Albania          | 0 - 3 | Italia           | 3-15, 12-15, 1-15              |
| 29 settembre 1991 ?, Ravenna Durata: ? - Spettatori: ? | Unione Sovietica | 3 - 0 | Francia          | 15-6, 15-11, 15-13             |
| 29 settembre 1991 ?, Ravenna Durata: ? - Spettatori: ? | Bulgaria         | 0 - 3 | Italia           | 7-15, 9-15, 9-15               |
| 29 settembre 1991 ?, Ravenna Durata: ? - Spettatori: ? | Albania          | 1 - 3 | Grecia           | 7-15, 15-6, 8-15, 14-16        |
| 30 settembre 1991 ?, Ravenna Durata: ? - Spettatori: ? | Bulgaria         | 3 - 1 | Francia          | 12-15, 16-14, 15-9, 15-9       |
| 30 settembre 1991 ?, Ravenna Durata: ? - Spettatori: ? | Albania          | 0 - 3 | Unione Sovietica | 2-15, 7-15, 6-15               |
| 30 settembre 1991 ?, Ravenna Durata: ? - Spettatori: ? | Grecia           | 0 - 3 | Italia           | 1-15, 6-15, 7-15               |
| 2 ottobre 1991 ?, Ravenna Durata: ? - Spettatori: ?    | Francia          | 0 - 3 | Italia           | 6-15, 6-15, 12-15              |
| 2 ottobre 1991 ?, Ravenna Durata: ? - Spettatori: ?    | Grecia           | 0 - 3 | Unione Sovietica | 7-15, 2-15, 3-15               |
| 2 ottobre 1991 ?, Ravenna Durata: ? - Spettatori: ?    | Albania          | 1 - 3 | Bulgaria         | 7-15, 15-6, 11-15, 3-15        |
| 3 ottobre 1991 ?, Ravenna Durata: ? - Spettatori: ?    | Grecia           | 1 - 3 | Bielorussia      | 15-13, 5-15, 7-15, 3-15        |
| 3 ottobre 1991 ?, Ravenna Durata: ? - Spettatori: ?    | Albania          | 0 - 3 | Francia          | 4-15, 1-15, 9-15               |
| 3 ottobre 1991 ?, Ravenna Durata: ? - Spettatori: ?    | Unione Sovietica | 3 - 0 | Italia           | 15-6, 15-6, 15-9               |

##### Classifica
| Pos. | Squadra          | Pt | G | V | P | SV | SP | Ratio | PF  | PS  | Ratio |
| ---- | ---------------- | -- | - | - | - | -- | -- | ----- | --- | --- | ----- |
| 1.   | Unione Sovietica | 10 | 5 | 5 | 0 | 15 | 0  | MAX   | 225 | 98  | 2,295 |
| 2.   | Italia           | 9  | 5 | 4 | 1 | 12 | 3  | 4,000 | 201 | 124 | 1,621 |
| 3.   | Bulgaria         | 8  | 5 | 3 | 2 | 9  | 9  | 1,000 | 212 | 203 | 1,044 |
| 4.   | Grecia           | 7  | 5 | 2 | 3 | 7  | 12 | 0,583 | 171 | 249 | 0,686 |
| 5.   | Francia          | 6  | 5 | 1 | 4 | 6  | 12 | 0,500 | 203 | 225 | 0,902 |
| 6.   | Albania          | 5  | 5 | 0 | 5 | 2  | 15 | 0,133 | 125 | 238 | 0,525 |

      Qualificata alle semifinali per il primo posto.
      Qualificata alle semifinali per il quinto posto.

#### Girone B

##### Risultati
| 28 settembre 1991 PalaFlorio, Bari Durata: ? - Spettatori: ? | Jugoslavia     | 2 - 3 | Polonia        | 15-13, 15-11, 4-15, 7-15, 5-15   |
| 28 settembre 1991 PalaFlorio, Bari Durata: ? - Spettatori: ? | Paesi Bassi    | 3 - 0 | Cecoslovacchia | 17-15, 17-15, 15-13              |
| 28 settembre 1991 PalaFlorio, Bari Durata: ? - Spettatori: ? | Romania        | 1 - 3 | Germania       | 4-15, 6-15, 15-12, 12-15         |
| 29 settembre 1991 PalaFlorio, Bari Durata: ? - Spettatori: ? | Paesi Bassi    | 3 - 0 | Polonia        | 15-7, 15-8, 15-4                 |
| 29 settembre 1991 PalaFlorio, Bari Durata: ? - Spettatori: ? | Cecoslovacchia | 3 - 1 | Germania       | 15-11, 3-15, 15-10, 15-3         |
| 29 settembre 1991 PalaFlorio, Bari Durata: ? - Spettatori: ? | Romania        | 3 - 0 | Jugoslavia     | 15-9, 15-7, 15-2                 |
| 30 settembre 1991 PalaFlorio, Bari Durata: ? - Spettatori: ? | Cecoslovacchia | 3 - 2 | Polonia        | 15-8, 3-15, 15-9, 9-15, 15-6     |
| 30 settembre 1991 PalaFlorio, Bari Durata: ? - Spettatori: ? | Romania        | 0 - 3 | Paesi Bassi    | 10-15, 7-15, 11-15               |
| 30 settembre 1991 PalaFlorio, Bari Durata: ? - Spettatori: ? | Jugoslavia     | 0 - 3 | Germania       | 6-15, 2-15, 1-15                 |
| 2 ottobre 1991 PalaFlorio, Bari Durata: ? - Spettatori: ?    | Romania        | 3 - 1 | Cecoslovacchia | 15-11, 15-10, 6-15, 15-2         |
| 2 ottobre 1991 PalaFlorio, Bari Durata: ? - Spettatori: ?    | Jugoslavia     | 0 - 3 | Paesi Bassi    | 4-15, 4-15, 1-15                 |
| 2 ottobre 1991 PalaFlorio, Bari Durata: ? - Spettatori: ?    | Polonia        | 0 - 3 | Germania       | 12-15, 8-15, 10-15               |
| 3 ottobre 1991 PalaFlorio, Bari Durata: ? - Spettatori: ?    | Paesi Bassi    | 2 - 3 | Germania       | 15-12, 14-16, 4-15, 16-14, 13-15 |
| 3 ottobre 1991 PalaFlorio, Bari Durata: ? - Spettatori: ?    | Romania        | 3 - 1 | Polonia        | 15-13, 16-17, 15-4, 15-11        |
| 3 ottobre 1991 PalaFlorio, Bari Durata: ? - Spettatori: ?    | Jugoslavia     | 0 - 3 | Cecoslovacchia | 3-15, 6-15, 2-15                 |

##### Classifica
| Pos. | Squadra        | Pt | G | V | P | SV | SP | Ratio | PF  | PS  | Ratio |
| ---- | -------------- | -- | - | - | - | -- | -- | ----- | --- | --- | ----- |
| 1.   | Paesi Bassi    | 9  | 5 | 4 | 1 | 14 | 3  | 4,666 | 246 | 171 | 1,438 |
| 2.   | Germania       | 9  | 5 | 4 | 1 | 13 | 6  | 2,166 | 258 | 186 | 1,387 |
| 3.   | Romania        | 8  | 5 | 3 | 2 | 10 | 8  | 1,250 | 222 | 203 | 1,093 |
| 4.   | Cecoslovacchia | 8  | 5 | 3 | 2 | 10 | 9  | 1,111 | 231 | 203 | 1,137 |
| 5.   | Polonia        | 6  | 5 | 1 | 4 | 6  | 14 | 0,428 | 216 | 254 | 0,850 |
| 6.   | Jugoslavia     | 5  | 5 | 0 | 5 | 2  | 15 | 0,133 | 93  | 249 | 0,373 |

      Qualificata alle semifinali per il primo posto.
      Qualificata alle semifinali per il quinto posto.

### Fase finale

#### Finali 1º e 3º posto
|  | Semifinali | Semifinali       | Semifinali |                 |    | Finale           | Finale      | Finale |
|  |            |                  |            |                 |    |                  |             |        |
|  | 1A         | Unione Sovietica | 3          |                 |    |                  |             |        |
|  | 1A         | Unione Sovietica | 3          |                 |    |                  |             |        |
|  | 2B         | Germania         | 0          |                 |    |                  |             |        |
|  | 2B         | Germania         | 0          |                 | 1A | Unione Sovietica | 3           |        |
|  |            |                  |            |                 | 1A | Unione Sovietica | 3           |        |
|  |            |                  |            |                 |    | 1B               | Paesi Bassi | 0      |
|  | 1B         | Paesi Bassi      | 3          |                 |    | 1B               | Paesi Bassi | 0      |
|  | 1B         | Paesi Bassi      | 3          |                 |    |                  |             |        |
|  | 2A         | Italia           | 1          |                 |    |                  |             |        |
|  | 2A         | Italia           | 1          | Finale 3° posto |    |                  |             |        |
|  |            |                  |            |                 |    |                  |             |        |
|  |            |                  |            |                 |    | 2B               | Germania    | 3      |
|  |            |                  |            |                 |    | 2B               | Germania    | 3      |
|  |            |                  |            |                 |    | 2A               | Italia      | 1      |

##### Semifinali
| 5 ottobre 1991 ?, Roma Durata: ? - Spettatori: ? | Unione Sovietica | 3 - 0 | Germania | 15-6, 15-3, 15-11        |
| 5 ottobre 1991 ?, Roma Durata: ? - Spettatori: ? | Paesi Bassi      | 3 - 1 | Italia   | 12-15, 15-6, 15-7, 16-14 |

##### Finale 3º posto
| 6 ottobre 1991 ?, Roma Durata: ? - Spettatori: ? | Germania | 3 - 1 | Italia | 9-15, 15-8, 15-7, 15-10 |

##### Finale
| 6 ottobre 1991 ?, Roma Durata: ? - Spettatori: ? | Unione Sovietica | 3 - 0 | Paesi Bassi | 15-4, 15-2, 15-3 |

#### Finali 5º e 7º posto
|  | Semifinali | Semifinali     | Semifinali |                 |    | Finale 5º posto | Finale 5º posto | Finale 5º posto |
|  |            |                |            |                 |    |                 |                 |                 |
|  | 4B         | Cecoslovacchia | 3          |                 |    |                 |                 |                 |
|  | 4B         | Cecoslovacchia | 3          |                 |    |                 |                 |                 |
|  | 3A         | Bulgaria       | 1          |                 |    |                 |                 |                 |
|  | 3A         | Bulgaria       | 1          |                 | 4B | Cecoslovacchia  | 3               |                 |
|  |            |                |            |                 | 4B | Cecoslovacchia  | 3               |                 |
|  |            |                |            |                 |    | 3B              | Romania         | 1               |
|  | 3B         | Romania        | 3          |                 |    | 3B              | Romania         | 1               |
|  | 3B         | Romania        | 3          |                 |    |                 |                 |                 |
|  | 4A         | Grecia         | 1          |                 |    |                 |                 |                 |
|  | 4A         | Grecia         | 1          | Finale 7º posto |    |                 |                 |                 |
|  |            |                |            |                 |    |                 |                 |                 |
|  |            |                |            |                 |    | 3A              | Bulgaria        | 3               |
|  |            |                |            |                 |    | 3A              | Bulgaria        | 3               |
|  |            |                |            |                 |    | 4A              | Grecia          | 2               |

##### Semifinali
| 5 ottobre 1991 ?, Roma Durata: ? - Spettatori: ? | Cecoslovacchia | 3 - 1 | Bulgaria | 15-5, 15-7, 14-16, 15-12 |
| 5 ottobre 1991 ?, Roma Durata: ? - Spettatori: ? | Romania        | 3 - 2 | Grecia   | 15-9, 15-8, 5-15, 15-10  |

##### Finale 7º posto
| 6 ottobre 1991 ?, Roma Durata: ? - Spettatori: ? | Bulgaria | 3 - 2 | Grecia | 15-12, 15-11, 12-15, 11-15, 15-13 |

##### Finale 5º posto
| 6 ottobre 1991 ?, Roma Durata: ? - Spettatori: ? | Cecoslovacchia | 3 - 1 | Romania | 15-10, 5-15, 16-14, 15-10 |

## Classifica finale
| Pos     | Squadra          |
| ------- | ---------------- |
| Oro     | Unione Sovietica |
| Argento | Paesi Bassi      |
| Bronzo  | Germania         |
| 4       | Italia           |
| 5       | Cecoslovacchia   |
| 6       | Romania          |
| 7       | Bulgaria         |
| 8       | Grecia           |
| 9       | Francia          |
| 10      | Polonia          |
| 11      | Albania          |
| 12      | Jugoslavia       |

|  | Qualificata alla Coppa del Mondo 1991 e al campionato europeo 1993. |

|  | Qualificata ai Giochi della XXV Olimpiade e al campionato europeo 1993. |

|  |  | Qualificata al campionato europeo 1993. |